# 不空羂索観音
不空羂索観音（ふくうけんさくかんのん/ふくうけんじゃくかんのん）、梵名アモーガパーシャ（अमोघपाश amoghapāśa）は、仏教における信仰対象である菩薩の一尊。六観音あるいは七観音の一尊に数えられる。三昧耶形は羂索（狩猟用の投げ縄、または両端に金具を付けた捕縛縄）、開蓮華（満開のハスの花。聖観音の初割蓮華と対をなす）。種子はमो（モ、mo）。
日本では「不空羂索観音菩薩」や、「不空羂索観世音菩薩」などさまざまな呼称がある。尊名の「不空」とは「むなしからず」、「羂索」は鳥獣等を捕らえる縄のこと。従って、不空羂索観音とは「心念不空の索をもってあらゆる衆生をもれなく救済する観音」を意味する。

## 概説
天台宗系では、真言宗系の准胝観音の代わりに不空羂索観音を加えて六観音とする。また准胝観音と不空羂索観音を共に数えて七観音とする場合もある。
漢訳経典のなかでは隋時代の6世紀後半に訳された「不空羂索呪経」に初めて現われ、唐の菩提流志（ぼだいるし）が8世紀はじめに訳した「不空羂索神変真言経」にも像容等が詳しく説かれている。

## 像容

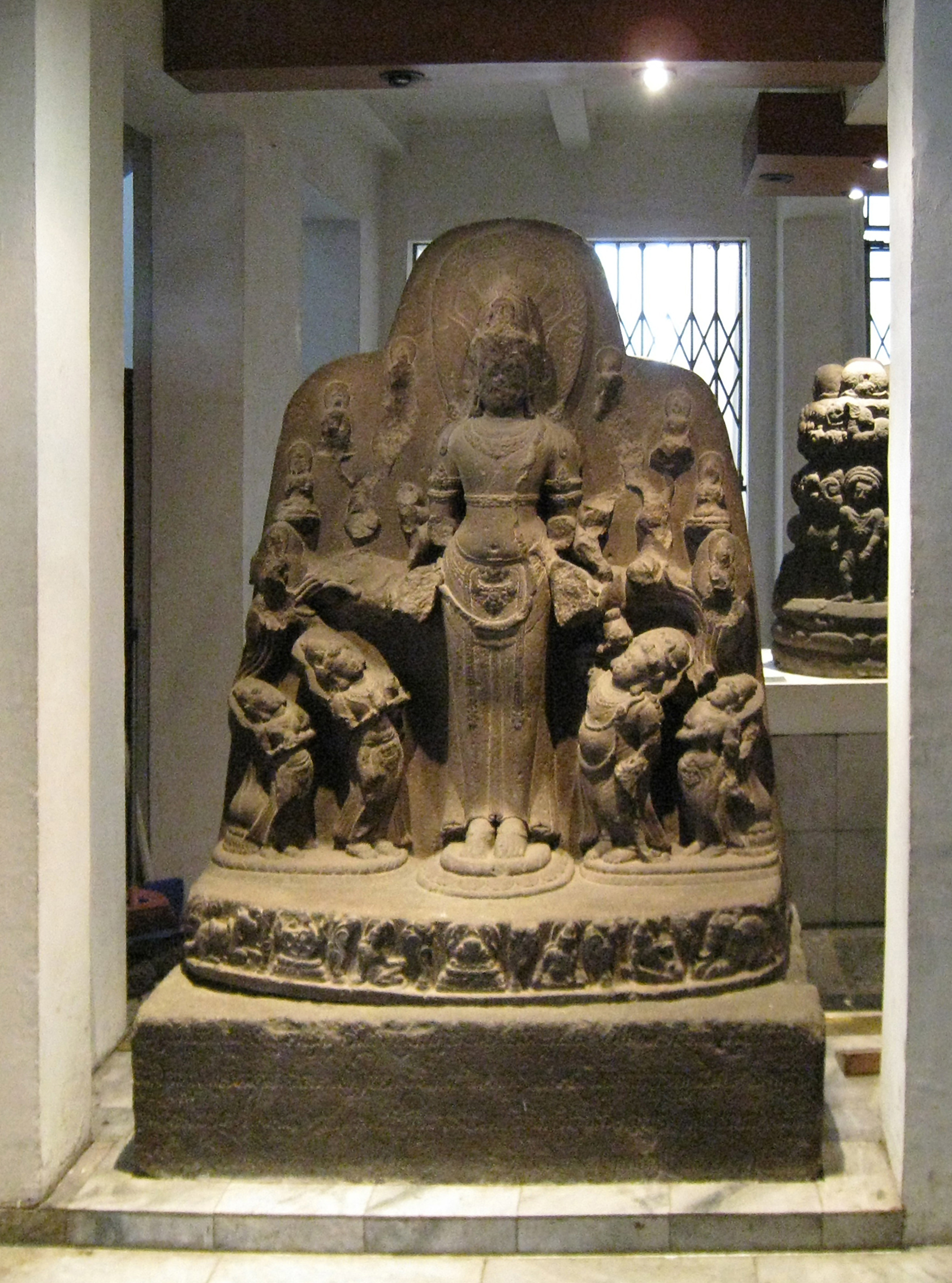
不空羂索観音碑文 西スマトラ州パダン・ロチョ寺院群 サカ暦1208年（西暦1286年）インドネシア国立博物館

経典には様々な姿が説かれるが、いずれも多臂（多くの腕）を持ち、シカの毛皮を身に纏うのが特徴である。この「野獣の毛皮を纏う」という点でヒンドゥー教の最高神の1柱シヴァ、特にその山岳神としての面と関係があるという説もある。また、シカとの関係から春日大社第一の神であるタケミカヅチの本地仏とされる。
この観音像の作例はインドで多く見出される。中国には乏しく、日本でもいくつかの有名な像があるとは言え、作例はあまり多くはない。よく知られているものの一つは、インドネシアのジャワの王朝シンガサリ朝のヴィシュヌワルダナ王の像がこの姿の仏像として刻まれている。

## 日本における造像例

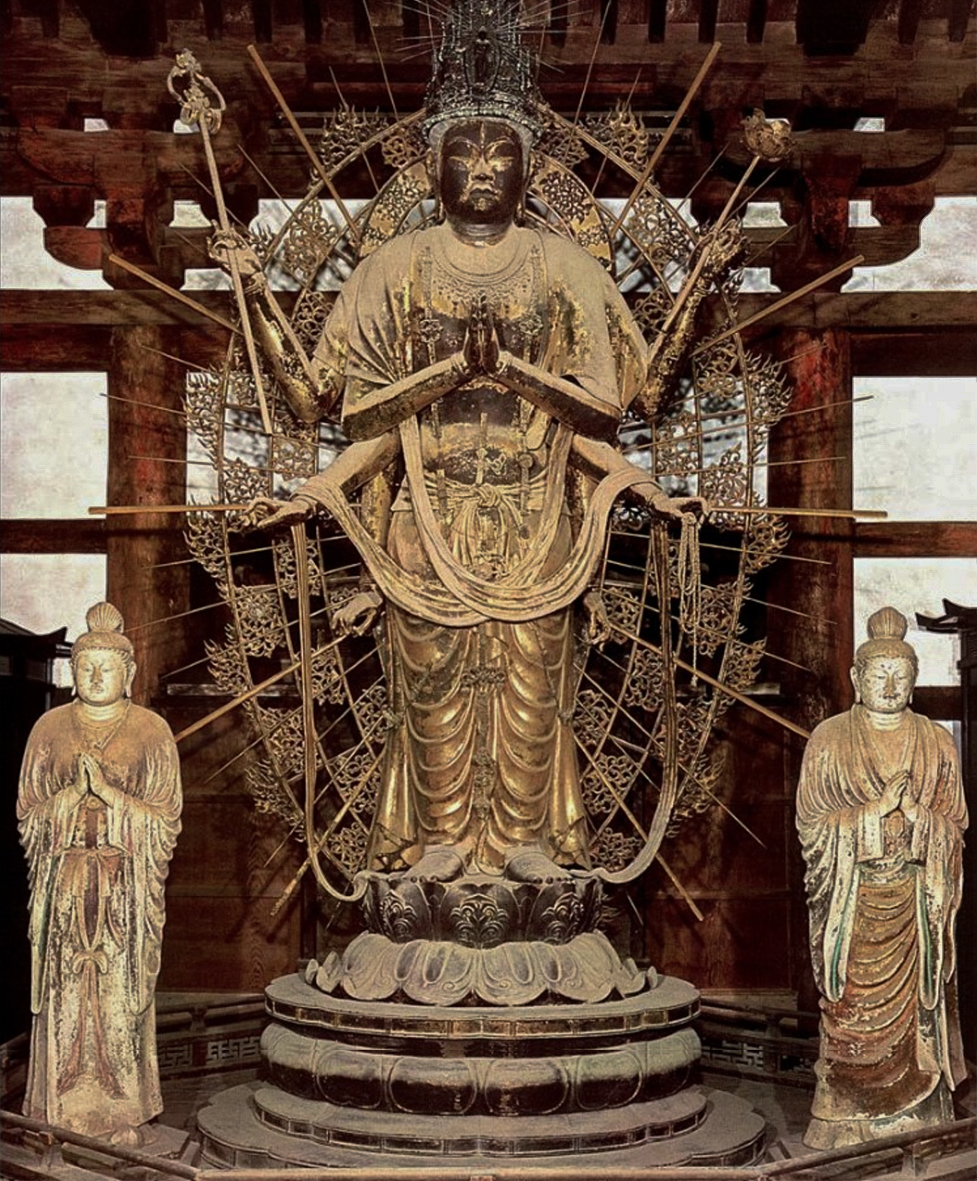
不空羂索観音立像
（奈良県・東大寺法華堂、国宝）

日本では一面三目八臂（額に縦に一目を有する）とする像容が通例で、立像、坐像ともにある。胸前で二手が合掌し、二手は与願印を結ぶ。その他の四手には、羂索や蓮華・錫杖・払子を持す。代表作としては、東大寺法華堂（三月堂）本尊の立像（奈良時代、国宝）や、興福寺南円堂本尊坐像（鎌倉時代・康慶作、国宝）があげられる。
不空羂索観音を本尊とする寺としては、奈良の新薬師寺の近くにある春日山不空院がある。
東大寺の不空羂索観音像は、岡倉天心が主導した「現状維持修理法」（現状のままで保存に耐えうる程度の修理のみ行なう）に基づいて修復された日本初の仏像である。1906年に岡倉の弟子、新納忠之介によってなされた。

### 文化財指定の不空羂索観音
国宝
- 乾漆不空羂索観音立像（東大寺（奈良県）、奈良時代）
- 木造不空羂索観音立像（広隆寺（京都府）、平安時代）
- 木造不空羂索観音坐像（興福寺（奈良県）、鎌倉時代）

重要文化財
- 木造不空羂索観音立像（大安寺（奈良県）、奈良時代）
- 木造不空羂索観音坐像（東鳴川観音講（奈良県）、鎌倉時代） 応現寺に客仏として安置される。
- 木造不空羂索観音坐像（不空院（奈良県）、鎌倉時代）
- 木造伝獅子吼菩薩立像（唐招提寺（奈良県）、奈良時代） 寺伝では獅子吼菩薩だが、像容から本来は不空羂索観音とみらる。
- 木造伝衆宝王菩薩立像（唐招提寺（奈良県）、奈良時代） 寺伝では衆宝王菩薩だが、像容から本来は不空羂索観音とみられる。
- 木造不空羂索観音坐像（法蓮寺（香川県）、平安時代）
- 木造不空羂索観音立像（観世音寺（福岡県）、鎌倉時代）

重要文化財の絵画
- 絹本著色不空羂索観音像（教王護国寺（京都府）、鎌倉時代）

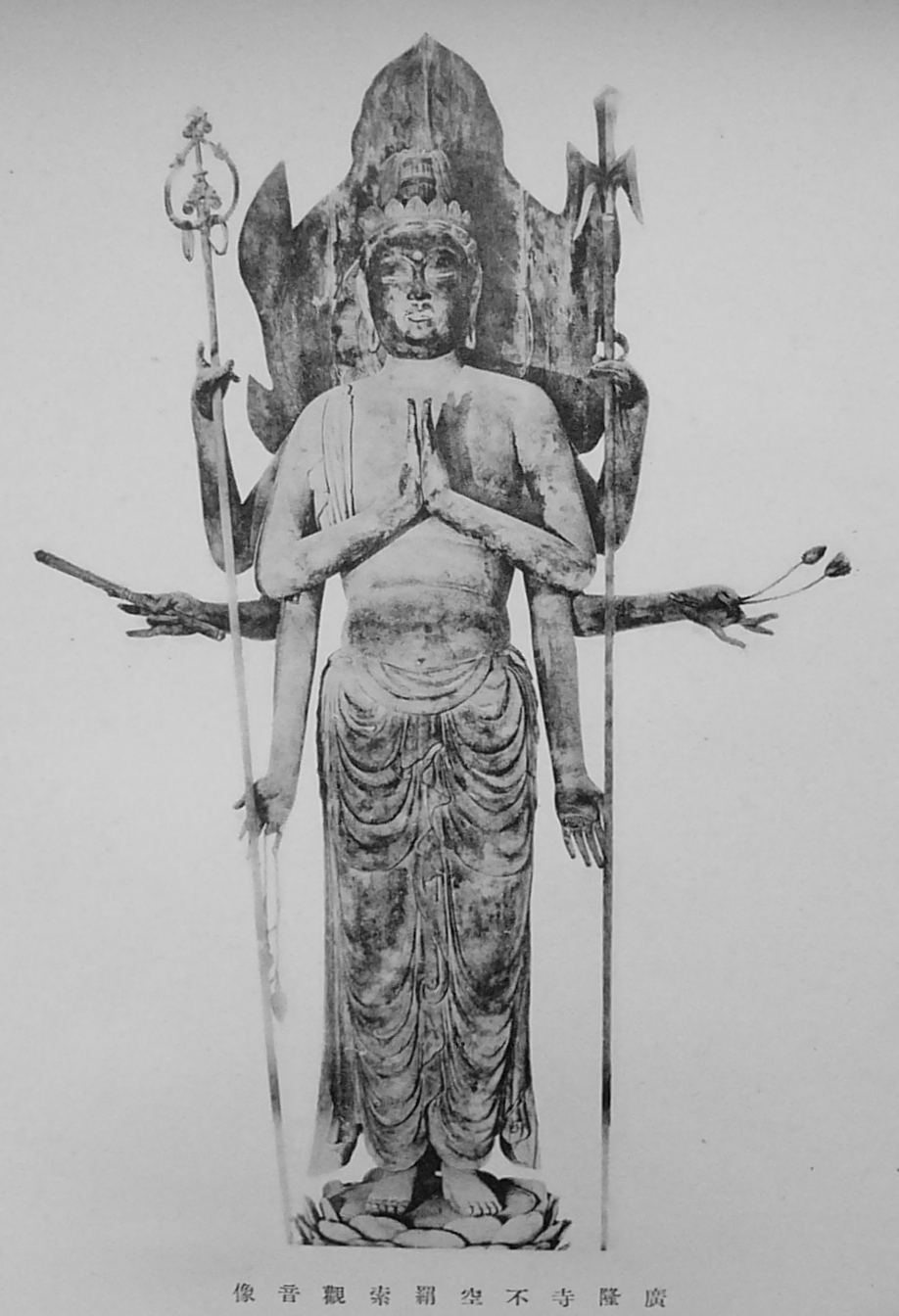
京都・広隆寺像
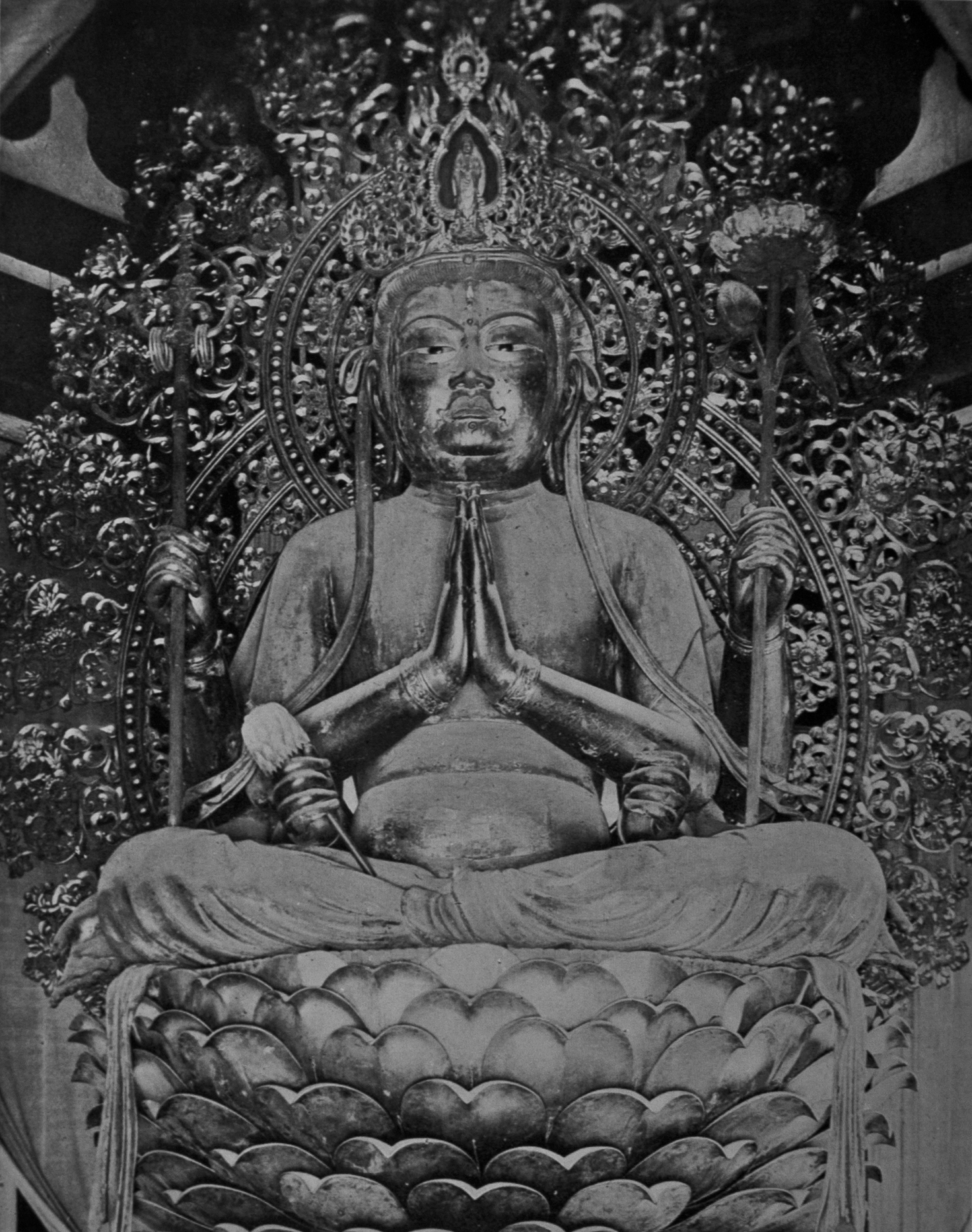
奈良・興福寺南円堂像
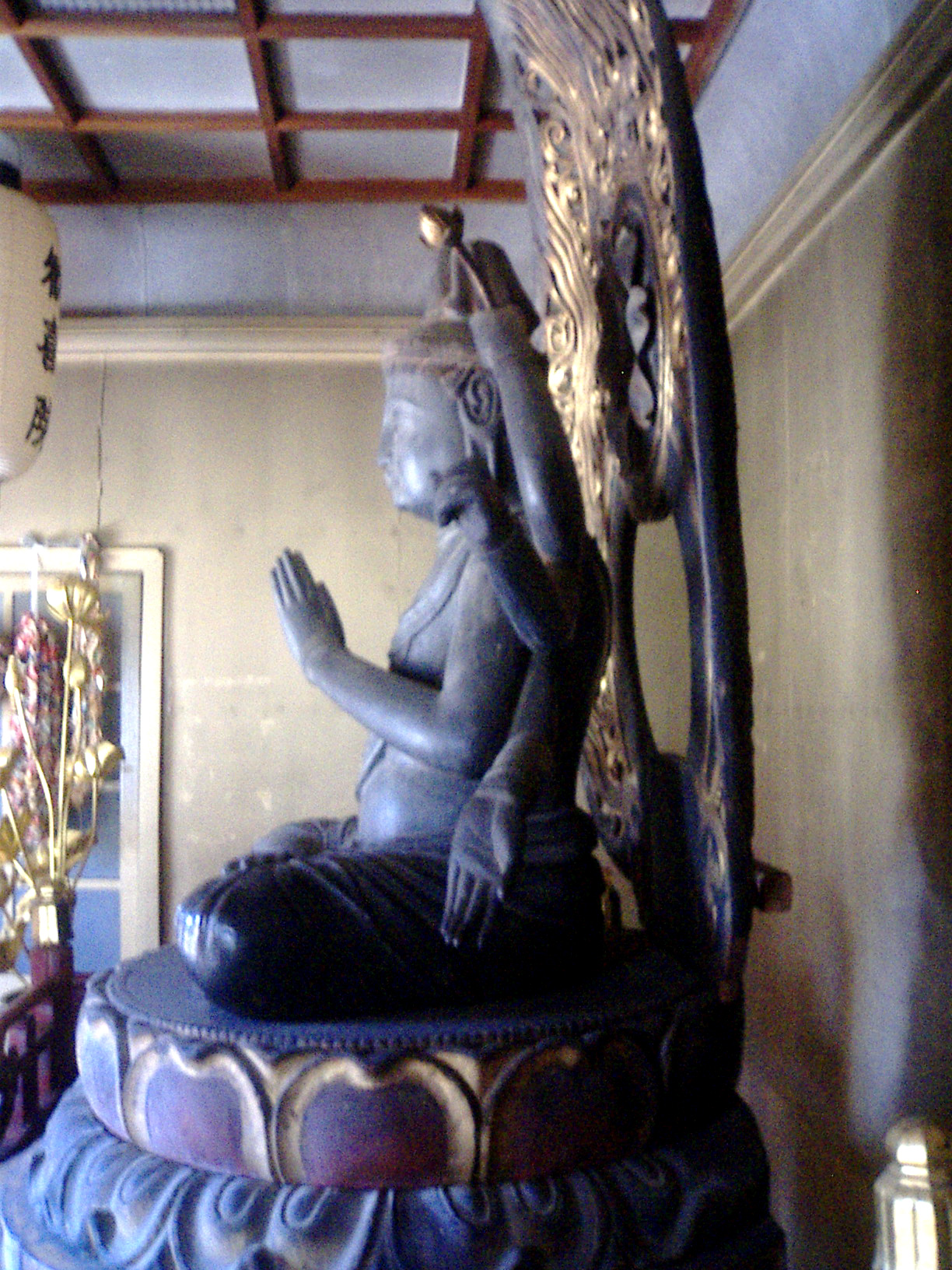
香川・法蓮寺像

## 真言
- オン・アモキャ・ビジャヤ・ウン・ハッタ[4][5]
- 天台宗系 - オン・アモキャ・ハラチカタ・ウンウン・ハッタ・ソワカ[6][7][8]
- 真言宗系 - オン・ハンドマダラ・アボキャ・ジャヤデイ・ソロソロ・ソワカ[9]

## 本尊とする寺院
- 興福寺 南円堂
- 東大寺 法華堂（三月堂）
- 春日山 不空院
- 唐松神社